# 吳有性
吳有性（1582年—1652年），字又可，號淡齋，江蘇吳縣人，明末醫家。其著作《瘟疫論》一书，开中医探讨传染病学研究之先河。他提出瘟疫是由一種不可見的異氣所導致，由口鼻而入，與現代的病菌學、病毒学說接近。他啟發了清朝的瘟病學派。

## 生平
1641年，他的家鄉出現大型傳染病，許多人因此過世，吳又可因而發奮學醫。他反對使用傷寒學派的熱性藥物，主張以苦寒攻下的治則，攻逐邪氣，用以治療瘟疫。當時有許多人經他診治都得以痊癒，因此聲名遠播。
1642年，撰寫成《瘟疫論》一書。

## 著作
1642年创作了医学著作《瘟疫論》，书中率先提出溫疫非因風、寒、暑、濕所致，而是源自於一種「異氣」（又稱戾氣、雜氣）所致。認為溫疫與傷寒不同，不是由皮膚侵入，而是由口鼻侵入，再潛伏於半表半裏的募原之間，這個觀點影響了葉天士的三焦辨證。
在《瘟疫論》提出的达原饮，為其著名处方，主治瘟疫或瘧疾。2003年，曾以達原飲來治療。《溫疫论》中提到的大黄，曾用於治療禽流感。
吳鞠通等醫家雖受他的思想影響，但也批評他的方劑組成中多用大黃，有過於苦寒之弊。

## 流行文化
2013年的中国电影《大明劫》，以吳有性為主角（馮遠征飾）。

## 延伸阅读
[在维基数据编辑]
 《清史稿·卷502》，出自趙爾巽《清史稿》